# Chorkówka (gmina)
Chorkówka est une gmina rurale du powiat de Krosno, Basses-Carpates, dans le sud-est de la Pologne. Son siège est le village de Chorkówka, qui se situe environ 7 km au sud-ouest de Krosno et 49 km au sud-ouest de la capitale régionale Rzeszów.
La gmina couvre une superficie de 77,75 km2 pour une population de 13 158 habitants.

## Géographie
La gmina inclut les villages de Bóbrka, Chorkówka, Draganowa, Faliszówka, Kobylany, Kopytowa, Leśniówka, Machnówka, Poraj, Sulistrowa, Świerzowa Polska, Szczepańcowa, Żeglce et Zręcin.
La gmina borde la ville de Krosno et les gminy de Dukla, Jedlicze, Miejsce Piastowe, Nowy Żmigród et Tarnowiec.